# Châtel-sur-Montsalvens
Châtel-sur-Montsalvens (toponimo francese) è un comune svizzero di 285 abitanti del Canton Friburgo, nel distretto della Gruyère.

## Geografia fisica
Il territorio di Châtel-sur-Montsalvens comprende una parte del Lago di Montsalvens formato dalla diga di Montsalvens.

## Monumenti e luoghi d'interesse

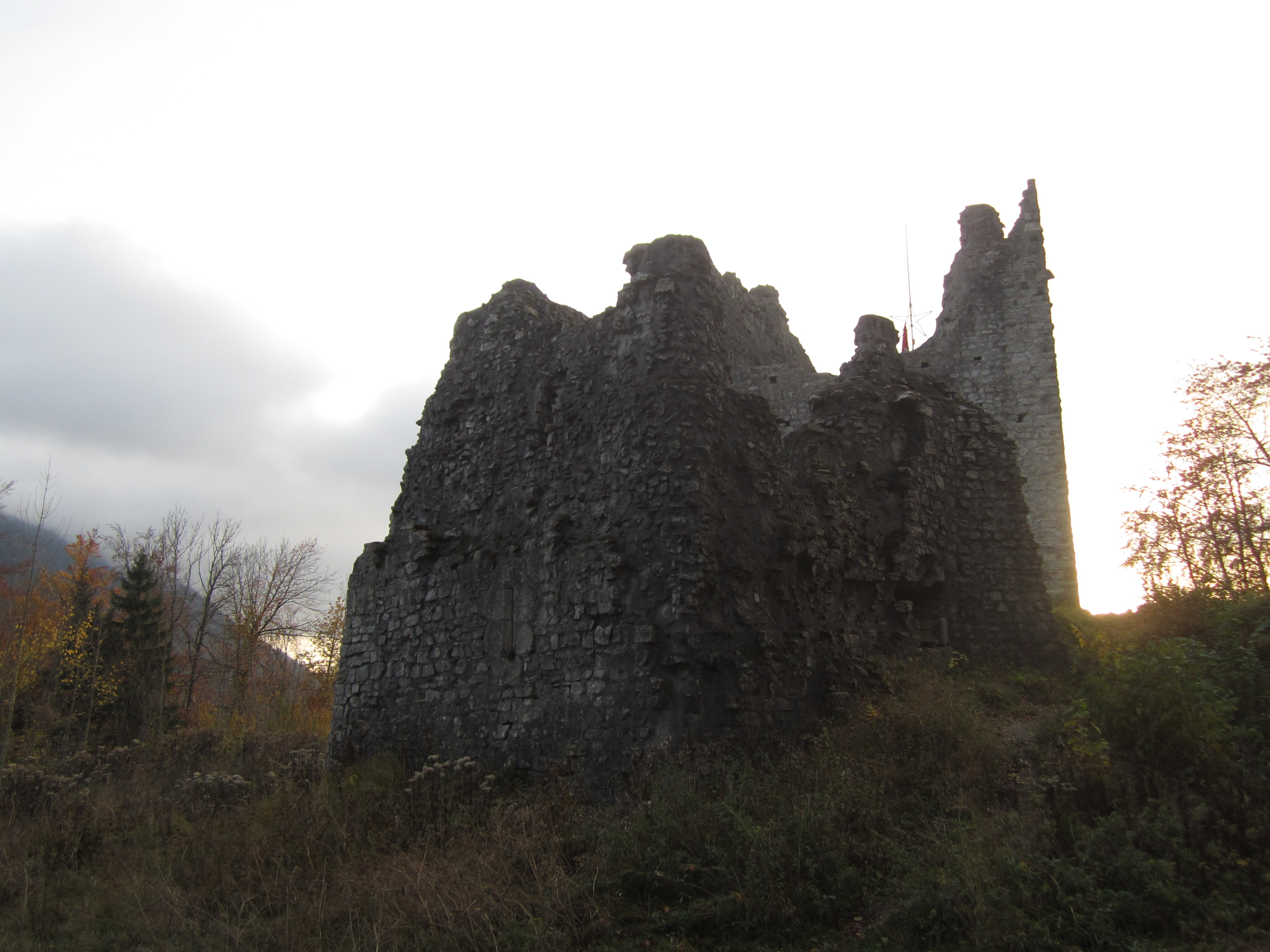
Le rovine del castello di Châtel-sur-Montsalvens

- Cappella cattolica dei Santi Nicola e Magno, eretta nel 1699-1701[1];
- Rovine del castello di Châtel-sur-Montsalvens.

## Società

### Evoluzione demografica
L'evoluzione demografica è riportata nella seguente tabella:
Abitanti censiti

## Amministrazione
Ogni famiglia originaria del luogo fa parte del comune patriziale che ha la responsabilità della manutenzione di ogni bene comune.